# Кок Оду
Кок Оду (или Kokodu) — российско-гвинейская банана-панк-рок-группа. Самый неизвестный коллектив России в своем жанре. Создатели гимна рока. Наиболее известны текстами про животных. Из сценического имиджа выделяются этнический грим, бросание бананов и папуасы на сцене. У всех участников группы клички животных.

## История

### 2005—2007
Первоначальное название — «Зелёная Блокада». Позже переименована в «Кок Оду» за несколько минут до первого официального выступления 30 августа 2005 года в ДК «Техстекло». Первыми музыкантами группы стали Михаил «Мух» Фёдоров (бас), Вадим «Обезьян» Туватин (вокал и гитара) и Павел «Барсук» Барсуков (барабаны). В этом составе в 2006 году музыканты выпускают свой первый альбом «Тропический Альбом», который распространяют на дисках среди знакомых.

### 2008—2010
В 2008 году музыканты записывают новую пластинку «Жители Старого Леса». В качестве выпускающего лейбла была выбрана компания ДВ Рекордс. Группа «Кок Оду» продолжает концертную деятельность. Отыгрывает совместный концерт с группой Элизиум. В группу приходят Роман Базан (директор), Дмитрий «Кабан» Кисляков (гитара) и Дмитрий «Пингвин» Клочков (бас), который позже переходит в московскую группу Kedbl и МЭD DОГ. На роль бас-гитариста приходит Сергей «Утконос» Грищин. «Кок Оду» отыгрывает совместные концерты с группой Элизиум и Наив.
В 2009 году записан третий по счету альбом «Общага Для ZOOкидов». Над пластинкой помогают работать музыканты из Санкт-Петербурга Порт 812 и Киева «Брем Стокер». В 2010 группа гастролирует по Поволжью, Сибири и Уралу. Отыгрывают совместный концерт с питерскими музыкантами Тролль Гнет Ель. Летом этого года музыканты выступают на всероссийском рок-фестивале Уральский рубеж, в пригороде Миасса, Челябинская область. Организаторы определяют «Кок Оду» на главную сцену с группами Би-2, Пурген, Король и Шут, Монгол Шуудан, Amatory, Radio Чача, Воскресение, Декабрь и Разные люди. Осенью группа уезжает в тур по России и Украине, протяженностью около 5000 км.

### 2011—2015
В январе группа снимает первое концертное видео на песню «Ихтиандр и Блондинка». Двухдневные съемки проходили в рок-клубе «Варьете». Премьера состоялась на телеканале МУЗ-ТВ в программе ИМХО чарт. Отбор проводил экс-музыкант группы Банд’Эрос и ведущий телепрограммы Батишта. Позже выпущен видеоклип на песню «Конь в Капкане (в Розе ЦСКА)».
В 2011 году в группу приходят Дмитрий «Ленивец» Докучаев (гитара) и Александр «Заяц» Зайцев (бас-гитара). В сентябре музыканты «Кок Оду» отправились на гастроли Crazy Banana Tour по России и Ближнему Зарубежью. В туре отыграли совместные концерты с группами Тараканы, Элизиум и Брем Стокер.
В 2012 году «Кок Оду» записывают гимн Saratov Rock United. В записи участвуют музыканты из нескольких групп. Позднее, группа LiveSummit (Лондон, Англия) выпускает ремикс на песню в стиле дабстеп. Весной и летом музыканты «Кок Оду» отыграли на нескольких рок-фестивалях. В Мордовии, Рязани и Астрахани.
Весной 2013 года Кок Оду записали совместную песню «Танец Бурбы-Сауль» с музыкантами из Los de Abajo (Mexico). Впоследствии, композиция вошла в пятый альбом группы «Вверх Палец!». Позднее, на песню был снят видеоклип. Съёмки проходили в разных земных полушариях. Часть снята мексиканскими артистами в Боливии и Бразилии, другая — в Таиланде, но уже российскими.
3 сентября Кок Оду выпустили новый альбом. Четвертую по счету студийную пластинку под названием Новая Гвинея. А клип на песню «Папуа-Новая Гвинея» попал в ротацию телеканала «A-ONE» (Перший альтернативний телеканал).
В 2013 году компания из Коста-Рики по производству шоколадных батончиков «KOKODU» подала в суд на группу. Карибские кондитеры требовали от музыкантов сменить название группы и заплатить штраф в размере 1 млн 257 тыс. колонов. В ответ музыканты написали песню «Шоколад из Коста-Рики».
В 2015 Кок Оду заключили контракт с продюсером Владом Валовым. На лейбле 100PRO музыканты выпустили пятый студийный альбом «Вверх Палец!». Одна из его песен, «Наш Harats Pub», стала неофициальным гимном ирландских заведений в России и Таиланде. На неё же снят клип.
В августе 2015 года, группу покидает гитарист Сергей Крючков, уезжает в Москву по приглашению Валерия Скородеда и становится участником группы Монгол Шуудан.

### Наши дни
18 августа 2016 коллектив выпустил новый альбом «Всем Панкам Мира». Релиз состоялся за две недели до 11-летия группы. В записи принимал участие первый бас-гитарист Кок Оду Михаил Федоров, а в аранжировках — Сергей Крючков из группы Монгол Шуудан.
15 декабря 2018 года в больнице скоропостижно скончался гитарист Дмитрий Докучаев, после чего было принято решение о распаде группы. С начала 2019 года лидер группы Вадим Туватин и барабанщик Сергей Дмитриев перешли в группу Красная Плесень.
- Вадим «Обезьян» Туватин — вокал, лидер группы (с 2005)
- Сергей «Лемур» Дмитриев — барабаны (с 2013)
- Максим «Пума» Бондаренко — бас-гитара (с 2016)
- Дмитрий «Ленивец» Докучаев — гитара, бэк-вокал (2011—2018)
- Роман «Суслик» Базан - бэк-вокал (с 2008)

## Дискография
- «Тропический Альбом» (2006)
- «Жители Старого Леса» (2008)
- «Общага Для Zooкидов» (2009)
- «Новая Гвинея» (2013)
- «Вверх Палец!» (2014)
- «Всем панкам мира» (2016)

## Трибьюты
- Distemper — Dog Star (2010)[32]
- Ramones — Somebody Put Something In My Drink (2011)

## Видео
- «Кок Оду» FEAT. «LOS DE ABAJO» — «ТАНЕЦ БУРБЫ-САУЛЬ» (2015) — ОФИЦИАЛЬНЫЙ КЛИП, сайт You Tube
- «Кок Оду» — «ЧЕЛОВЕК, КОТОРЫЙ СВЕТИТСЯ» (2015) — ОФИЦИАЛЬНЫЙ КЛИП, сайт You Tube
- «Кок Оду» — «НАШ HARATS PUB» (2014) — ОФИЦИАЛЬНЫЙ КЛИП, сайт You Tube
- «Кок Оду» — «ПАПУА-НОВАЯ ГВИНЕЯ» (2013) — ОФИЦИАЛЬНЫЙ КЛИП, сайт You Tube
- «Кок Оду» — «Конь в Капкане (В Розе ЦСКА)» (2011) — официальный клип группы, сайт You Tube
- «Кок Оду» — «Ихтиандр и Блондинка» (2011) — официальный клип группы, сайт You Tube
- «Кок Оду» — «Моль» (2005) — официальный клип группы, сайт You Tube

### Официальные сайты и страницы
- Официальный сайт группы Кок Оду
- Видеоканал Кок Оду на YouTube
- Песни Кок Оду на «Яндекс Музыке»

### Другие ссылки
- Дискография Кок Оду